# Michaił Ganew
Michaił Petrow Ganew (bułg. Михаил Петров Ганев, ur. 5 stycznia 1985) – bułgarski zapaśnik startujący w stylu wolnym. Olimpijczyk z Rio de Janeiro 2016, gdzie zajął ósme miejsce w kategorii 86 kg.
Mistrz świata, srebrny i brązowy medalista mistrzostw Europy.
Największym jego sukcesem jest złoty medal mistrzostw świata 2010 w Moskwie.
Dwunasty w Pucharze Świata w 2012 roku.